# 헤움

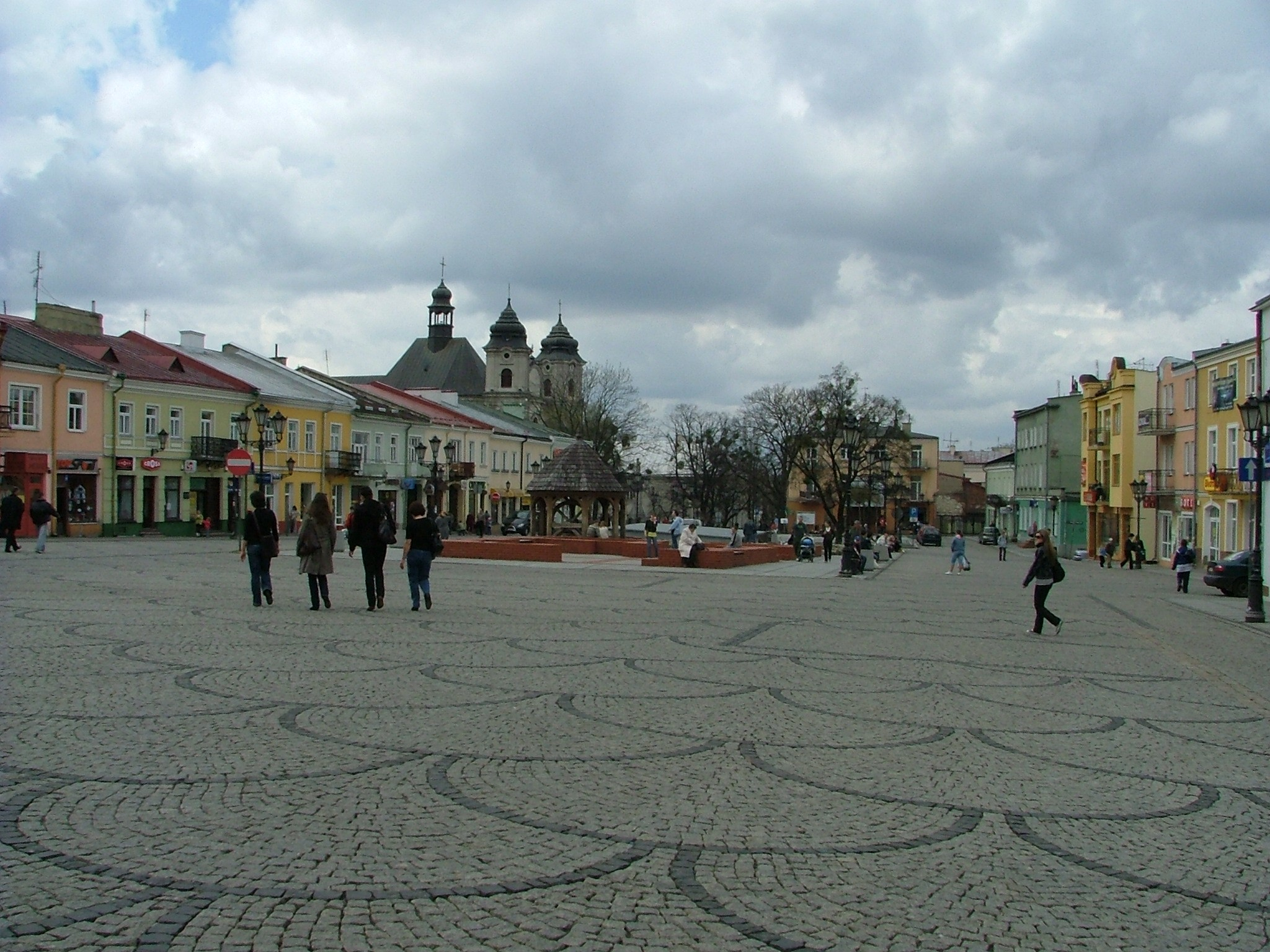
루츠코브스키 광장

헤움(폴란드어: Chełm, 우크라이나어: Холм)는 폴란드 동부 루블린주에 위치한 도시로, 면적은 35.28km2, 인구는 67,702명(2007년 기준), 인구 밀도는 1,927명/km2, 높이는 153m이다. 루블린 남동쪽과 자모시치 북쪽, 비아와포들라스카 남쪽에 위치하며 우크라이나 국경에서 25km 정도 떨어진 곳에 위치한다.
1235년 도시 권리를 부여받았으며 1377년 폴란드의 영토가 되었다. 1795년 제3차 폴란드 분할 당시 오스트리아에 병합되었고 1815년 빈 회의 당시 러시아에 편입되었다. 1944년 폴란드 공화국 수립을 선포했던 도시이다.

시기
시 문장

## 자매 도시
- 우크라이나 코벨
- 프랑스 모를레
- 리투아니아 우테나
- 독일 진델핑겐
- 미국 녹스빌

## 같이 보기
- 유대인 유머